# Línea N5 (EMT Madrid)
La línea N5 de la empresa municipal de autobuses de Madrid es una línea nocturna que conecta la Plaza de Cibeles con la Colonia Fin de Semana (San Blas-Canillejas). Tiene un recorrido similar al de las líneas diurnas 77 y 146.

## Características
La línea, al igual que todas las líneas nocturnas de Madrid de la red de búhos, empieza su camino en la plaza de Cibeles y sus horarios de salida de la misma coinciden de domingo a jueves con los de otras líneas para permitir el transbordo.
A pesar de realizar la mayor parte de su recorrido por la calle de Alcalá, se desvía de la misma al llegar al barrio de Canillejas para atender al mismo reincorporándose de nuevo tras pasar por varias calles del mismo.
La primitiva línea N5 (creada en octubre de 1974) unía la Puerta del Sol con San Cristóbal de los Ángeles a través del barrio de Delicias, la Avenida de Córdoba (con la vuelta por la calle Antonio López) y la Avenida de Andalucía. En aquel momento tenía la línea N2 un itinerario parecido al de la actual N5 combinado con parte del itinerario de la actual línea N6. En mayo de 1994, al ampliarse la red de 11 a 20 líneas, la línea N5 pasó a tener el itinerario Pza. Cibeles - Ciudad Pegaso, que mantuvo hasta el 18 de mayo de 2009, fecha en que se amplió su recorrido para dar servicio a más población de la Ciudad Pegaso, parte del Polígono de las Mercedes y la Colonia Fin de Semana.
Tiene conexiones con las líneas interurbanas N202 (en Canillejas), N203 (en Ciudad Lineal) y N204 (en Canillejas).

## Horarios
| Domingos a jueves y festivos           |                              |                              |                              |                              |                              |                              |                              |                              |                              |                              |                              |                              |                              |                              |                              |
| Cibeles > Col. Fin de Semana           | Cibeles > Col. Fin de Semana | Cibeles > Col. Fin de Semana | Cibeles > Col. Fin de Semana | Cibeles > Col. Fin de Semana | Cibeles > Col. Fin de Semana | Cibeles > Col. Fin de Semana | Cibeles > Col. Fin de Semana | Col. Fin de Semana > Cibeles | Col. Fin de Semana > Cibeles | Col. Fin de Semana > Cibeles | Col. Fin de Semana > Cibeles | Col. Fin de Semana > Cibeles | Col. Fin de Semana > Cibeles | Col. Fin de Semana > Cibeles | Col. Fin de Semana > Cibeles |
| 00                                     | 01                           | 02                           | 03                           | 04                           | 05                           | 06                           | 07                           | 23                           | 00                           | 01                           | 02                           | 03                           | 04                           | 05                           | 06                           |
| 00 35                                  | 10 45                        | 20 55                        | 30                           | 05 40                        | 15                           |                              |                              | 40                           | 15 50                        | 25                           | 00 35                        | 10 45                        | 20                           | 00 45                        |                              |
| Viernes, sábados y vísperas de festivo |                              |                              |                              |                              |                              |                              |                              |                              |                              |                              |                              |                              |                              |                              |                              |
| Cibeles > Col. Fin de Semana           | Cibeles > Col. Fin de Semana | Cibeles > Col. Fin de Semana | Cibeles > Col. Fin de Semana | Cibeles > Col. Fin de Semana | Cibeles > Col. Fin de Semana | Cibeles > Col. Fin de Semana | Cibeles > Col. Fin de Semana | Col. Fin de Semana > Cibeles | Col. Fin de Semana > Cibeles | Col. Fin de Semana > Cibeles | Col. Fin de Semana > Cibeles | Col. Fin de Semana > Cibeles | Col. Fin de Semana > Cibeles | Col. Fin de Semana > Cibeles | Col. Fin de Semana > Cibeles |
| 00                                     | 01                           | 02                           | 03                           | 04                           | 05                           | 06                           | 07                           | 23                           | 00                           | 01                           | 02                           | 03                           | 04                           | 05                           | 06                           |
| 00 20 40                               | 00 15 30 45                  | 00 15 30 45                  | 00 15 30 45                  | 00 15 30 45                  | 00 20 45                     | 15                           | 00                           | 30 55                        | 20 40                        | 00 15 30 45                  | 00 15 30 45                  | 00 15 30 45                  | 00 15 30 50                  | 10 30 50                     | 15                           |
| Sólo sábados y vísperas de festivo     |                              |                              |                              |                              |                              |                              |                              |                              |                              |                              |                              |                              |                              |                              |                              |

## Recorrido y paradas

### Sentido Colonia Fin de Semana
Partiendo de la Plaza de Cibeles, la línea se dirige hacia la calle de Alcalá en dirección al este. Recorre esta calle durante varios km. hasta que se desvía a la derecha por la calle San Romualdo.
A partir de este punto la línea circula por las siguientes vías: Miguel Yuste, Avenida de Arcentales, Avenida de Canillejas a Vicálvaro, Lucano, San Mariano, Néctar y de nuevo Avenida de Canillejas a Vicálvaro, desde la que se reincorpora a la calle de Alcalá en dirección al este hasta que llega a la Ciudad Pegaso, dentro de la cual tiene paradas en la Avenida Quinta y la calle Once, saliendo de este barrio por la calle Deyanira, que lo comunica con la Colonia Fin de Semana. En esta colonia tiene parada en las calles Samaniego, Arcaute y Avenida de Fermina Sevillano, estando su cabecera en esta última.
| Código | Parada                                  | Común con      | Conexiones con Metro | Otros |
| ------ | --------------------------------------- | -------------- | -------------------- | --- |
| 70     | CIBELES                                 | N6 N7          | Banco de España      | Líneas N1, N2, N3, N4, N5, N6, N7, N8, N9, N10, N11, N12, N13, N14, N15, N16, N17, N18, N19, N20, N21, N22, N23, N24, N25, N26 y Exprés Aeropuerto (N27) |
| 162    | Puerta de Alcalá-Retiro                 | N2 N3 N6 N7 N8 | Retiro               | |
| 751    | Escuelas Aguirre-Casa Árabe             | N2 N3 N7       | Príncipe de Vergara  | |
| 755    | Felipe II                               | N7             | Goya                 | |
| 680    | Alcalá-Hermosilla                       | N7             |                      | |
| 682    | Alcalá-Manuel Becerra                   | N7             | Manuel Becerra       | NC1 NC2 |
| 685    | Alcalá-Parque Bomberos                  | N7             |                      | |
| 756    | Ventas                                  | N7             | Ventas               | |
| 758    | El Carmen                               |                | El Carmen            | |
| 2330   | Alcalá-Mateo García                     |                |                      | |
| 2332   | Quintana                                |                | Quintana             | |
| 2334   | Pueblo Nuevo                            |                | Pueblo Nuevo         | |
| 2336   | Alcalá-Arcones Gil                      |                |                      | |
| 5076   | Alcalá-General Aranaz                   |                | Ciudad Lineal        | Línea N202 |
| 5077   | Alcalá-Santa Leonor                     |                |                      | |
| 2945   | Alcalá-Alfonso Gómez                    |                |                      | |
| 2947   | Suanzes                                 |                | Suanzes              | |
| 2949   | Alcalá-25 de Septiembre                 |                |                      | |
| 4531   | San Romualdo-Albasanz                   |                |                      | |
| 3762   | Emilio Muñoz-Miguel Yuste               |                |                      | |
| 3016   | Arcentales-San Romualdo                 |                |                      | |
| 3018   | Arcentales-Avenida de Canillejas        |                |                      | |
| 4497   | Avenida de Canillejas-Fenelón           |                |                      | |
| 3941   | Lucano-Fenelón                          |                |                      | |
| 3942   | Lucano-Canal del Bósforo                |                |                      | |
| 4423   | Canal del Bósforo-Avenida de Canillejas |                |                      | |
| 4425   | Avenida de Canillejas-Néctar            |                |                      | |
| 2951   | Alcalá-Avenida Canillejas               |                | Torre Arias          | |
| 2953   | Alcalá-San Mariano                      |                |                      | |
| 2955   | Alcalá-Esfinge                          |                |                      | |
| 2956   | Canillejas                              |                | Canillejas           | N4 |
| 3398   | Alcalá-Avenida Séptima                  |                |                      | |
| 3403   | Alcalá-Ciudad Pegaso                    |                |                      | |
| 3508   | Avenida Quinta                          |                |                      | |
| 3509   | Avenida Quinta-Calle Diez               |                |                      | |
| 3510   | Calle Once-Avenida Segunda              |                |                      | |
| 1396   | Deyanira-Euterpe                        |                |                      | |
| 1412   | Deyanira-Pirra                          |                |                      | |
| 4065   | Deyanira-Campezo                        |                |                      | |
| 3513   | Samaniego-Campezo                       |                |                      | |
| 3672   | Arcaute                                 |                |                      | |
| 3527   | FIN DE SEMANA (Av. Fermina Sevillano)   |                |                      | |

### Sentido Plaza de Cibeles
La línea inicia su recorrido en la Avenida de Fermina Sevillano, dentro de la Colonia Fin de Semana. Antes de abandonar la colonia, tiene parada en las calles Arcaute y Samaniego, entrando a la Ciudad Pegaso por la calle Deyanira. Dentro de la Ciudad Pegaso tiene parada en la Avenida Segunda, al final de la cual sale a la calle de Alcalá, que recorre en dirección oeste durante varios km hasta girar a la izquierda por la Avenida de Canillejas a Vicálvaro.
A partir de aquí circula por el barrio de Canillejas a través de las siguientes calles: Néctar, San Mariano, Lucano, Etruria, Avenida de Arcentales y Miguel Yuste. Al final de esta última se reincorpora a la calle de Alcalá en dirección oeste, por la que circula hasta llegar a la plaza de Cibeles.
| Código | Parada                                | Común con | Conexiones con Metro | Otros |
| ------ | ------------------------------------- | --------- | -------------------- | --- |
| 3527   | FIN DE SEMANA (Av. Fermina Sevillano) |           |                      | |
| 3673   | Arcaute                               |           |                      | |
| 3514   | Samaniego-Campezo                     |           |                      | |
| 4066   | Deyanira-Campezo                      |           |                      | |
| 1426   | Deyanira-Pirra                        |           |                      | |
| 1400   | Deyanira-Euterpe                      |           |                      | |
| 3530   | Avenida Segunda-Calle Diez            |           |                      | |
| 3531   | Avenida Segunda-Calle Ocho            |           |                      | |
| 3405   | Avenida Tercera-Calle Tres            |           |                      | |
| 3404   | Alcalá-Ciudad Pegaso                  |           |                      | |
| 3406   | Alcalá-Avenida Séptima                |           |                      | |
| 3533   | Canillejas                            |           | Canillejas           | N4 |
| 3407   | Alcalá-Esfinge                        |           |                      | |
| 2954   | Alcalá-San Mariano                    |           |                      | |
| 2952   | Alcalá-Avenida Canillejas             |           | Torre Arias          | |
| 990    | Avenida de Canillejas-Néctar          |           |                      | |
| 4046   | San Mariano-Néctar                    |           |                      | |
| 4047   | San Mariano-Canal del Bósforo         |           |                      | |
| 994    | Lucano-Aquiles                        |           |                      | |
| 2491   | Lucano-Fenelón                        |           |                      | |
| 2489   | Etruria-Troya                         |           |                      | |
| 3019   | Arcentales-Avenida de Canillejas      |           |                      | |
| 3017   | Arcentales-Sna Romualdo               |           |                      | |
| 3015   | Emilio Muñoz-Miguel Yuste             |           |                      | |
| 4959   | Miguel Yuste-Albasanz                 |           |                      | |
| 2948   | Suanzes                               |           | Suanzes              | |
| 2946   | Alcalá-Alfonso Gómez                  |           |                      | |
| 3534   | Alcalá-Santa Leonor                   |           |                      | |
| 2977   | Ciudad Lineal-Alcalá                  |           | Ciudad Lineal        | Línea N202 |
| 2337   | Alcalá-Arcones Gil                    |           |                      | |
| 2335   | Pueblo Nuevo                          |           | Pueblo Nuevo         | |
| 2333   | Quintana                              |           | Quintana             | |
| 2331   | Alcalá-Mateo García                   |           |                      | |
| 759    | El Carmen                             | N7        | El Carmen            | |
| 757    | Ventas                                | N7        | Ventas               | |
| 684    | Manuel Becerra                        | N7        |                      | |
| 683    | Alcalá-Manuel Becerra                 | N7        | Manuel Becerra       | NC1 NC2 |
| 681    | Alcalá-Hermosilla                     | N7        |                      | |
| 754    | Felipe II                             | N7        | Goya                 | |
| 4055   | Escuelas Aguirre-Casa Árabe           | N2 N3 N7  | Príncipe de Vergara  | |
| 161    | Puerta de Alcalá                      | N4 N6 N7  | Retiro               | |
| 70     | CIBELES                               | N6 N7     | Banco de España      | Líneas N1, N2, N3, N4, N5, N6, N7, N8, N9, N10, N11, N12, N13, N14, N15, N16, N17, N18, N19, N20, N21, N22, N23, N24, N25, N26 y Exprés Aeropuerto (N27) |

## Galería de imágenes

Mapa zonal de la estación de metro de Ventas con los recorridos de las líneas de autobuses, entre las que aparece el N5.
Mapa zonal de la estación de metro de El Carmen con los recorridos de las líneas de autobuses, entre las que aparece el N5.
Mapa zonal de la estación de metro de Quintana con los recorridos de las líneas de autobuses, entre las que aparece el N5.
Mapa zonal de la estación de metro de Pueblo Nuevo con los recorridos de las líneas de autobuses, entre las que aparece el N5.
Mapa zonal de la estación de metro de Ciudad Lineal con los recorridos de las líneas de autobuses, entre las que aparece el N5.
Mapa zonal de la estación de metro de Suanzes con los recorridos de las líneas de autobuses, entre las que aparece el N5.